# Live in Paris (альбом Лютера Еллісона)
Live in Paris — концертний альбом американського блюзового музиканта Лютера Еллісона, випущений у 1979 році французьким лейблом Free Bird.

## Опис
Live in Paris був записаний наприкінці 1970-х, відразу після того як Лютер Еллісон у 1979 році вирішив залишити США і переїхати у Францію, оскільки інтерес до блюзової музики в США стрімко почав падати. І як свідчить Live in Paris Еллісон знаходився у своїй найкращій формі, коли він грав мейнстримовий блюз у дещо дикій, електричній манері. На думку оглядача AllMusic Стівена Томаса Ерлевайна, альбом не є одним з найкращих, однак містить енергію, яка утримує слухача упродовж прослуховування всього запису. Концерт відбувся у паризькому клубі Chapelle Des Lombards. Інші записи з цього концерту були видані на альбомі Live лейблом Blue Silver у 1979 році.
Еллісон виконав дві власні пісні «Crazy Jealous» і «Tribute to Hound Dog» (присвята Хаунд-Дог Тейлору), а також стандарти «Early in the Morning» Лероя Карра, «Sweet Little Angel» і «Thrill Is Gone» Б. Б. Кінга, «My Babe» Літтл Волтера.

## Список композицій
1. «Crazy Jealous» (Лютер Еллісон) — 5:56
2. «Sweet Little Angel» (Б. Б. Кінг) — 9:09
3. «My Babe» (Віллі Діксон, Ф. Стоун) — 4:17
4. «Thrill Is Gone» (Б. Б. Кінг) — 8:51
5. «Early in the Morning» (Лерой Карр) — 6:00
6. «Tribute to Hound Dog» (Лютер Еллісон) — 10:37

## Учасники запису
- Лютер Еллісон — вокал, соло-гітара
- Джеймс Солберг — ритм-гітара
- Сід Вінгфілд — фортепіано
- Кенні Бердолл — бас-гітара
- Денні Шмідт — ударні

Технічний персонал
- Ларрі Мартін — продюсер
- Мішель Сольньє — інженер
- Жан-П'єр Бажо — координатор [запис]
- Бернар Фуле — обкладинка
- Жан-П'єр Мартен-Пер — фотографія